# Ivan Lendl
Ivan Lendl (Ostrava, 7 marzo 1960) è un ex tennista e allenatore di tennis cecoslovacco naturalizzato statunitense.
Soprannominato Terminator, per la continuità del suo altissimo rendimento, viene considerato uno dei più forti tennisti della storia. Vincitore di otto titoli del Grande Slam, cinque ATP Finals e una Coppa Davis, ha dominato la classifica ATP nella seconda metà degli anni ottanta e a fine carriera risulterà il giocatore rimasto al primo posto del ranking per il maggior numero di settimane (270), battendo il precedente record di Jimmy Connors (primato poi superato da Pete Sampras, Roger Federer e Novak Đoković). Il suo palmarès vanta 94 tornei vinti, quarto nella graduatoria dei tennisti più titolati per successi individuali, a cui vanno aggiunti 50 tornei di singolare fuori dal circuito ATP, 6 titoli di doppio e un totale di premi in denaro di 21.262.417 dollari (record dell'epoca).
La sua lunga carriera è nota per la rivalità prima con Jimmy Connors e John McEnroe poi con Mats Wilander, Stefan Edberg e Boris Becker. Punto dolente della sua carriera è non essere mai riuscito a vincere il torneo di Wimbledon, dove disputò due finali e cinque semifinali in otto anni (1983-1990).
Nel 2001, è stato inserito nella International Tennis Hall of Fame.

## Biografia
Cresciuto a Ostrava, in Cecoslovacchia da genitori tennisti (sua madre Olga fu anche n. 2 nel ranking nazionale), fu iniziato al tennis molto giovane.
Nel 1981 si è trasferito negli USA, inizialmente prese residenza presso Wojciech Fibak ma nel 1984 comprò una propria abitazione a Greenwich (Connecticut). Nel 1987 chiese e ottenne una green card e nel 1992 divenne a tutti gli effetti cittadino degli Stati Uniti d'America.
Il 16 settembre 1989 si è sposato con Samantha Frankel. La coppia ha avuto cinque figlie: Marika (1990), le gemelle Isabelle e Caroline (1991), Daniela (1993) e Nikola (1998).

## Carriera da giocatore

### 1978-1979: primi anni
Inizia a giocare nelle categorie juniores nazionali e passa ben presto ai tornei internazionali, nel 1976 vinse il Torneo Avvenire e l'Orange Bowl e divenne anche il leader mondiale della classifica di categoria. Nel 1978 la sua eccezionale carriera giovanile culmina con le vittorie all'Open di Francia 1978 e al Torneo di Wimbledon 1978 juniores. Grazie a questi risultati Lendl esordisce nel mondo dei professionisti (già a Parigi gli fu concesso di entrare anche nel tabellone principale ma fu eliminato al primo turno dall'argentino José Luis Clerc).
Fin dal primo anno nel circuito riesce a conseguire risultati di rilievo arrivando in semifinale in due occasioni: la prima volta in settembre all'Aix-en-Provence Open venendo sconfitto ancora da Clerc e il mese successivo al Torneo Godò perdendo contro Balázs Taróczy. Chiude l'anno al 74º posto della classifica mondiale.

Un sedicenne Lendl (a sinistra) al Torneo Avvenire di Milano negli anni 1970, assieme al francese Noah

Nel 1979 raggiunge la sua prima finale da professionista al torneo di Bruxelles perdendo ancora per mano di Taróczy, arriva anche in semifinale nel Canada Open ma viene nettamente sconfitto dal dominatore del circuito Björn Borg. All'Open di Francia disputa un buon torneo superando anche l'anziano campione Arthur Ashe nel terzo turno prima di arrendersi nell'incontro successivo con Vitas Gerulaitis. Viceversa a Wimbledon esce al primo turno e all'US Open al secondo. A fine anno è il numero 20 del mondo.

### 1980-1982: prime vittorie
Il 1980 è l'anno in cui Ivan raggiunge i primi grandi risultati. In marzo approda alla sua seconda finale da professionista, tuttavia a negargli la gioia della vittoria stavolta sarà Victor Amaya. Il mese dopo riesce a ottenere il primo successo a Houston contro Eddie Dibbs. Negli slam di Parigi e Londra perde al terzo turno. In agosto riesce a vincere a Montréal superando Borg in finale (per ritiro dello svedese). Nell'ultimo Slam di stagione raggiunge per la prima volta i quarti di finale, a eliminarlo sarà John McEnroe. Nel finale di stagione inizia a mietere successi in sequenza vincendo diversi tornei ravvicinati; il primo a Barcellona (contro Vilas), poi a Basilea in cui riesce per la prima e unica volta in carriera a sconfiggere lo svedese Borg, Tokyo, Hong Kong e infine Taipei. Si qualifica per la prima volta al Master di fine anno (disputato nel gennaio dell'anno seguente). In questa occasione avviene uno degli episodi più controversi della carriera di Lendl, che lo porterà a subire diverse critiche tra cui quella diretta del collega e rivale Jimmy Connors che arrivò a insultarlo pesantemente perfino in campo. Infatti Ivan dopo aver superato agevolmente Vilas e Solomon affrontò Connors giocando volontariamente al di sotto delle proprie capacità e secondo alcuni (tra cui lo stesso Connors) perse di proposito per evitare di affrontare in semifinale il temuto campione svedese Borg, considerato il più forte giocatore del mondo. Infatti Lendl ebbe facilmente ragione del più morbido Gene Mayer mentre Borg fu costretto a giocare una combattuta partita contro l'americano. La strategia di Ivan tuttavia fu inutile in quanto Borg sconfisse Connors in semifinale e poi in finale liquidò nettamente anche Lendl per 6-4, 6-2, 6-2. A fine anno è al sesto posto del ranking mondiale, per la prima volta in top-10.
Il 1981 è l'anno della definitiva consacrazione, in quell'anno infatti riesce a raggiungere per la prima volta la finale di un torneo dei Grande Slam, a Parigi. Durante il torneo sconfigge John McEnroe nei quarti e José Luis Clerc in semifinale prima di arrendersi a Björn Borg, a cui comunque sarà in grado di strappare gli unici due set nel torneo. In precedenza aveva conseguito importanti risultati fin dall'inizio della stagione; finalista a Richmond (contro Noah) e a La Quinta (Connors) e poi vincitore a Stoccarda e Las Vegas. Un mese dopo Parigi invece delude a Londra in cui pur essendo testa di serie numero quattro del tabellone perde subito contro lo sconosciuto Charlie Fancutt. Anche all'US Open esce anzitempo contro Vitas Gerulaitis al quarto turno, al termine del torneo Borg si ritira lasciando campo libero al rivale McEnroe, al giovane Lendl e al redivivo Connors. Dopo New York riesce a riprendere quota vincendo in sequenza a Madrid, Barcellona, Basilea e Vienna. Prima della fine della stagione riesce a imporsi anche a Buenos Aires e nel gennaio dell'anno seguente vince i Masters di fine anno superando McEnroe e Gerulaitis. A fine anno è il numero due della classifica mondiale, ha raggiunto 15 finali su 21 tornei disputati vincendone 10.
Il 1982 inizia alla grande con vittorie a Delray Beach, Genova, Monaco, Strasburgo, Francoforte, Houston e al WCT Finals 1982. Durante questa parte di stagione Lendl infila una striscia di 44 vittorie consecutive (solo due in meno del record di Guillermo Vilas). In maggio vince anche a Forest Hills ma al Roland Garros, pur essendo uno dei giocatori più attesi e testa di serie numero due, viene eliminato a sorpresa dall'esordiente Mats Wilander che poi si aggiudicherà il titolo. Dopo Parigi non partecipa a Wimbledon e in luglio vince a Washington e North Conway presentandosi all'US Open tra i grandi favoriti. Riesce a raggiungere per la prima volta la finale superando Wilander, Warwick e McEnroe ma all'ultimo atto Connors gli nega la vittoria del primo slam in carriera. Prima della fine della stagione si aggiudica il torneo di Cincinnati e soprattutto il secondo Master di fine anno consecutivo superando Yannick Noah, Jimmy Connors e John McEnroe senza perdere nessun set in tutto il torneo. A fine anno ha vinto 15 tornei ed è al terzo posto del ranking mondiale dietro McEnroe e Connors.

### 1983-1991: gli anni migliori
Nel 1983 si deve attendere marzo per vederlo trionfare in un torneo (a Milano), in precedenza era stato sconfitto in finale due volte da McEnroe e Curren. Grazie a questi piazzamenti il 28 febbraio 1983 diventa il sesto giocatore della storia a raggiungere la vetta del ranking mondiale (il primo, e fino al 1998 l'unico, a riuscirci senza aver vinto nessun titolo del Grande Slam), strappandola a Connors e mantenendola per undici settimane prima di ricederla all'americano. Prima di partecipare al primo slam stagionale riesce a vincere anche a Houston e a Hilton Head, inoltre arriva in finale al WCT Finals 1983, battuto da John McEnroe. A Parigi, confermando la tradizione, non riesce a imporsi nonostante il suo gioco da fondo sia avvantaggiato dalla superficie di gioco. Stavolta è l'idolo di casa Yannick Noah a bloccarlo nei quarti di finale. In preparazione a Wimbledon arriva in semifinale al Queen's Club Championships, superato da Connors e anche nel torneo londinese raggiunge il medesimo risultato (eliminato da McEnroe). Dopo Londra vince a Montréal e arriva per la seconda volta consecutiva in finale all'US Open, ancora sconfitto per mano di Connors. Nel finale di stagione riconquista la vetta del ranking e vince a San Francisco e a Tokyo e prende parte, dopo due anni di assenza, all'Australian Open. Partito come testa di serie numero 1 (per la prima volta in uno slam) Lendl disputa un ottimo torneo e riesce a imporsi sui quotati Pat Cash, Tomáš Šmíd e Tim Mayotte ma in finale si arrende a Mats Wilander, per il cecoslovacco è la quarta sconfitta in quattro finali del Grande Slam. Al Master di fine anno perde in finale contro McEnroe e scende al secondo posto della classifica mondiale.
Il 1984 è l'anno di John McEnroe. L'americano sembra imbattibile e per tutta la prima parte della stagione si aggiudica praticamente tutti i tornei a cui partecipa. Lendl ne paga le conseguenze perdendo quattro volte in altrettante partite nei primi cinque mesi di stagione e accontentandosi solo delle briciole. I due si affrontano nella finale del Roland Garros ed è qui che Lendl (che in semifinale aveva eliminato Wilander) si prende la più clamorosa delle rivincite. Sotto di due set, Ivan riuscì a compiere una vera e propria impresa, rimontando e aggiudicandosi così l'incontro (3-6 2-6 6-4 7-5 7-5). McEnroe, letteralmente infuriato per la sconfitta (a suo stesso dire la peggiore e più bruciante della sua intera carriera), lasciò il palco della premiazione senza proferire alcun commento e ricevendo così gli assordanti fischi del pubblico. Con la vittoria di Parigi il cecoslovacco conquistava finalmente il suo primo titolo nel Grande Slam. Dopo Parigi McEnroe tornò a dettare legge per tutto il resto della stagione vincendo a Wimbledon contro Connors (che aveva eliminato Lendl in semifinale) e soprattutto all'US Open, dove poté prendersi la rivincita battendo 6-3 6-4 6-1 il cecoslovacco in finale. Anche al Master di fine anno Lendl fu sconfitto dall'americano in finale. I due si alternano anche in vetta al ranking mondiale per la prima parte di stagione, da agosto in poi McEnroe detiene stabilmente lo scettro nella classifica.
Nel 1985 vince il WCT Finals 1985 superando Edberg, Connors e Mayotte e alcuni tornei minori nella prima parte di stagione ma non riesce a confermarsi nel primo slam a Parigi. In quel torneo supera Connors in semifinale ma viene sconfitto da Wilander nell'atto conclusivo. A Wimbledon conferma la scarsa adattabilità del suo gioco sulle superfici veloci non andando oltre il quarto turno, eliminato da Henri Leconte. La rivincita arriva a New York dove disputa un torneo eccezionale superando Yannick Noah, Jimmy Connors e l'odiato John McEnroe nella quarta finale consecutiva della competizione, aggiudicandosi il suo primo titolo a New York e secondo nel Grande Slam. Con questa vittoria riprende dopo un anno la vetta del ranking mondiale, consolidando il primato nei mesi successivi vincendo a Stoccarda, Tokyo, Sydney e Wembley. Nell'ultimo Slam stagionale viene battuto in semifinale da Stefan Edberg. Chiude l'anno con undici tornei vinti e al numero uno del ranking mondiale, coronata con la conquista anche del Master battendo Boris Becker nella finale (la sesta consecutiva in questa competizione).
Nel 1986 sembra imbattibile, vince a Philadelphia, Boca Raton, Milano e Fort Myers prima di essere battuto in finale da Becker a Chicago. In preparazione all'Open di Francia vince anche gli Internazionali d'Italia e a Parigi vince nettamente il primo slam della stagione battendo nettamente in tre set Mikael Pernfors nella finale. Dopo Parigi si concentra sullo slam londinese, da lui reputato il torneo più prestigioso in cui a causa del suo gioco da fondo non ha mai brillato. A Wimbledon disputa un grande torneo ma viene fermato in finale dal campione in carica Becker, specialista dei campi in erba, vanificando il sogno del cecoslovacco di poter vincere il titolo. Dopo Londra vince a Stratton Mountain e soprattutto all'US Open eliminando lungo il percorso Leconte ed Edberg ed avendo ragione del connazionale Miloslav Mečíř in tre set nella finale. Dopo aver vinto l'ultimo slam stagione (quell'anno l'Australian Open non si terrà perché verrà spostato nel calendario a gennaio del 1987) il suo rendimento subisce una leggera flessione, non riuscendo più a vincere tornei fino a dicembre, quando conquista il suo quarto Master (secondo consecutivo) vincendo tutte le partite del suo gruppo contro Yannick Noah, Stefan Edberg ed Andrés Gómez. Poi in semifinale piega Wilander e in finale si prenda la rivincita contro Becker che a giugno gli aveva impedito di conquistare Wimbledon. Chiude l'anno al numero uno del ranking mondiale, posizione mai ceduta nel corso di tutta la stagione.
La stagione 1987 inizia con l'Australian Open (ricollocato a gennaio nel tentativo, riuscito, di fargli riguadagnare la popolarità persa negli ultimi 15 anni). Lendl approda in semifinale ma viene sconfitto da Pat Cash. La prima parte di stagione è abbastanza deludente e vede come massimo risultato la finale a Miami, in cui dopo aver superato l'anziano Connors viene battuto da Mečíř. Prima dello slam di Parigi si aggiudica il torneo sulla terra battuta di Amburgo presentandosi a Parigi da grande favorito; qui non delude le attese aggiudicandosi il torneo superando Mats Wilander nell'ultimo atto. A quel punto la sua attenzione è rivolta all'agognato Wimbledon; qui non delude le attese superando Johan Kriek, Henri Leconte e lo specialista Stefan Edberg ma perde a sorpresa in finale contro l'altro specialista del verde Pat Cash, anche quest'anno la delusione è grande nel veder sfumare all'ultimo atto il torneo che più di ogni altro vorrebbe vincere. Dopo alcune vittorie in tornei minori difende con successo il suo titolo all'US Open (seconda vittoria e quinta finale consecutiva) battendo tutti i suoi rivali e non perdendo nessun set lungo tutto il percorso: McEnroe nei quarti, Connors in semifinale e Wilander in finale. Nel finale di stagione raggiunge la settima finale consecutiva al Master e la vince contro Wilander. Come l'anno precedente è rimasto in vetta alla classifica mondiale per tutto l'anno.

Lendl premiato a Roma quale vincitore degli Internazionali d'Italia 1988

All'Australian Open 1988 si ripete il copione dell'anno precedente che vede Lendl eliminato in semifinale dall'australiano Pat Cash. Nei mesi seguenti in preparazione al Roland Garros vince a Monte Carlo e poi a Roma presentandosi da grande favorito nello slam parigino, in cui ha vinto le ultime due edizioni. La sua avventura è estremamente deludente poiché viene eliminato nei quarti di finale dallo svedese Jonas Svensson in soli tre set. Dopo Parigi come di consueto cura meticolosamente la preparazione per conquistare il torneo di Wimbledon, tuttavia la sua rincorsa al titolo si interrompe in semifinale per mano di Boris Becker, che già due anni prima lo aveva sconfitto nella sua prima finale londinese. All'US Open raggiunge la finale contro Mats Wilander, vincitore di due dei tre slam disputati in stagione, in una combattutissima finale di quasi cinque ore, i due si giocano, oltre il titolo, anche il primato del ranking ed è Mats a prevalere togliendo a Lendl dopo 157 settimane consecutive lo scettro del tennis mondiale (solo 3 settimane in meno del record di Connors). Nel finale di stagione Ivan raggiunge la sua nona ed ultima finale consecutiva, venendo sconfitto da Boris Becker. Termina l'anno al numero due della classifica mondiale, nel complesso la stagione è stata al di sotto delle aspettative poiché si aggiudica solo tre tornei, tra cui nessuno del Grande Slam per la prima volta dal 1984.
Dopo una stagione deludente Lendl è in cerca di riscatto e lo trova immediatamente già in Australia vincendo il primo slam stagionale (per la prima volta in carriera), superando McEnroe, Muster e Mečíř. Grazie a questo risultato il 30 gennaio 1989 riconquista per l'ultima volta la vetta della classifica mondiale, mantenendola per 80 settimane. In marzo si aggiudica due tornei a Scottsdale e Miami ma il suo sguardo è già puntato su Wimbledon, unico torneo mancante del suo palmares. Nel Roland Garros subisce una cocente eliminazione a sorpresa nel quarto turno per mano della sorpresa del torneo Michael Chang. Quella partita è passata alla storia poiché Chang, colto dai crampi già alla fine del terzo set, riuscì a portare a casa la vittoria al quinto, dopo un'epica battaglia (4 ore e 38 minuti). Particolarmente celebre rimase l'ottavo gioco del quinto set quando, sul 4-3 per Chang, 15/30 per Lendl, il giovane americano si inventò di battere la palla dal basso deridendo il cecoslovacco. In giugno al Queen's (tradizionale prologo di Wimbledon) riuscì ad imporsi (grazie anche all'assenza di alcuni giocatori di primo piano dei campi d'erba) e questo fece ben sperare per Wimbledon, tuttavia il torneo non andò come previsto e pur giocando ottimamente si arrese per la terza volta a Becker in semifinale, come l'anno precedente. All'US Open Ivan raggiunge la sua ottava finale consecutiva (eliminando Jim Courier, Tim Mayotte e Andre Agassi) ma è ancora Becker a sconfiggerlo. Prima della fine della stagione vince a Bordeaux, Sydney e Stoccolma ma nel Master di fine anno per la prima volta in carriera non approda in finale, verrà infatti eliminato al penultimo atto da Stefan Edberg. Chiude l'anno al primo posto della classifica mondiale con 10 tornei vinti.
Il 1990 inizia con una brutta eliminazione nei quarti di finale a Sydney per mano di Yannick Noah. Pochi giorni dopo Lendl riesce comunque a difendere il suo titolo nell'Australian Open conquistando il suo ottavo e ultimo titolo nel Grande Slam. Vince in sequenza a Milano e a Toronto ma a Stoccarda viene fermato in finale da Becker. Quell'anno Lendl prende una decisione destinata a passare alla storia: con l'intento di aggiudicarsi finalmente Wimbledon rinuncia a partecipare all'Open di Francia, in cui sarebbe stato tra i favoriti (per quanto nelle ultime due edizioni aveva dimostrato un calo di rendimento sulla terra rossa), per poter consolidare il suo stile di gioco sull'erba con maggiori incursioni a rete. La strategia sembra dare i suoi frutti quando Lendl riesce a vincere il Queen's Club Championships imponendosi su McEnroe in semifinale e Becker in finale. Nonostante l'impegno ai limiti dell'ossessione i suoi sforzi vengono vanificati in semifinale per mano di Edberg. Dopo l'ennesima delusione londinese Lendl non riesce più ad essere incisivo e il 12 agosto 1990 è l'ultimo giorno di Ivan in vetta della classifica mondiale, dopo 270 settimane complessive (nuovo record). All'US Open dopo otto finali consecutive esce nei quarti per mano del diciannovenne futuro vincitore Pete Sampras. In ottobre vince a Tokyo e nell'ATP Tour World Championships di fine anno (nuovo nome del Masters) raggiunge la semifinale (battuto da Edberg). Nella nuova competizione Grand Slam Cup perde a sorpresa nei quarti di finale contro l'americano David Wheaton. A fine anno si è aggiudicato cinque tornei ed è sceso al terzo posto della classifica mondiale.
Il 1991 è l'ultimo anno giocato da Lendl ad alti livelli. Inizia bene raggiungendo la finale nel primo slam di stagione ma verrà sconfitto da Becker. In febbraio vince due tornei consecutivi a Filadelfia e Memphis, poi non partecipa all'Open di Francia, sempre con l'intento di aggiudicarsi Wimbledon, tuttavia a Londra la sua prestazione è estremamente deludente e non va oltre il terzo turno, eliminato da David Wheaton. Dopo aver vinto a Long Island superando Edberg in finale a New York approda per l'ultima volta in una semifinale del Grande Slam, sconfitto proprio da Edberg, nel torneo aveva superato Goran Ivanišević e Michael Stich. A fine anno arriva in semifinale sia nell'ATP Tour World Championships che nella Grand Slam Cup, eliminato rispettivamente da Sampras e da Chang. Nel corso della stagione si è aggiudicato 3 tornei e chiude al quinto posto del ranking mondiale.

### 1992-1994: fine carriera
Il 1992 è l'anno del rapido declino. Dopo una buona prova in Australia in cui arriva fino ai quarti di finale, perdendo una gara molto combattuta contro Stefan Edberg, non riesce più ad ottenere risultati di rilievo perdendo sempre prima delle semifinali. Negli Slam di Parigi e Londra subisce eliminazioni al secondo e quarto turno. La prima finale dell'anno è in luglio a Toronto, sconfitto da Andre Agassi. Il mese successivo raggiunge due finali in breve tempo. Prima a Cincinnati, ma viene battuto da Pete Sampras; poi a Long Island, battuto da Petr Korda. All'US Open ottiene l'ultimo risultato di rilievo nel Grande Slam raggiungendo i quarti di finale. Durante il torneo supera l'antico rivale Connors e poi Boris Becker (rimarrà per il tennista ceco l'unica vittoria ottenuta su Becker in una prova dello slam), ma si arrende a Stefan Edberg. In ottobre a Tokyo vince l'unico torneo della stagione battendo in finale Henrik Holm. Si qualifica per l'ultima volta in carriera al Master di fine anno ma non partecipa per problemi fisici (assente per la prima volta dal 1979). A fine stagione è ottavo nella classifica mondiale e durante l'anno è riuscito a ottenere la millesima vittoria da professionista, risultato ottenuto solo da Connors in precedenza.
Il 1993 è un anno privo di soddisfazioni, riesce a vincere gli ultimi due tornei della sua carriera (Monaco e Tokyo) e a raggiungere altre due finali (Filadelfia e Nizza) ma le sue prestazioni nel Grande Slam sono decisamente deludenti. Riesce a superare il primo turno solo a Wimbledon contro Brian Devening, verrà tuttavia eliminato subito dopo da Arnaud Boetsch, chiudendo così la sua ultima apparizione nel torneo londinese. Chiude la stagione al 19º posto della classifica mondiale; fuori dalla top-10 per la prima volta dal 1979.
Il 1994 si apre in modo molto positivo poiché Lendl raggiunge quasi a sorpresa la finale nel New South Wales Open di Sydney, perdendo però contro Sampras, si tratta dell'ultima finale della carriera di Lendl. Pochi giorni dopo sarà nuovamente Sampras ad eliminarlo nel quarto turno dell'Australian Open. Dopo mesi di prestazioni deludenti in cui ha raggiunto come massimo risultato la semifinale ad Hong Kong (eliminato da Patrick Rafter) partecipa al Roland Garros, uscendo subito per mano di Arnaud Boetsch. Nei mesi successivi gioca poco a causa di problemi fisici, principalmente alla schiena e non si presenta a Wimbledon. In settembre tenta l'avventura nell'US Open; al primo turno sconfigge in tre set Neil Borwick ma poi si ritira contro Bernd Karbacher mentre era sotto di due set per problemi alla schiena, che già da tempo lo affliggevano.
Dopo New York non disputa più nessuna partita ufficiale tuttavia lo stesso Lendl prende la decisione di ritirarsi solo dopo tre mesi dandone l'annuncio il 21 dicembre 1994. Al momento del ritiro era al 54º posto del ranking mondiale.

## Carriera da allenatore

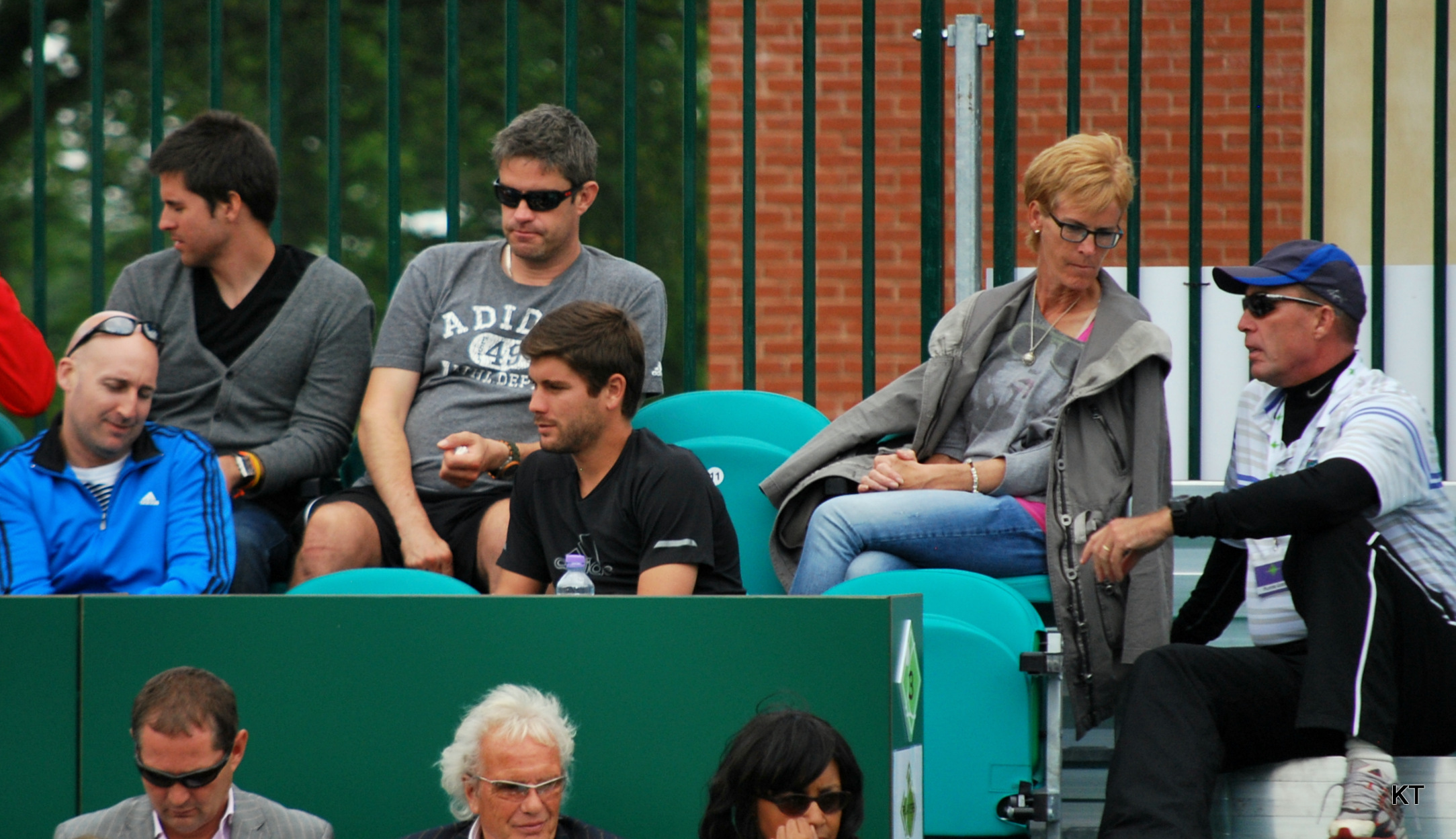
Giugno 2012. Lendl, a destra, parla con Judy Murray, la madre di Andy Murray.

Il 31 dicembre 2011, Lendl viene ingaggiato come coach di Andy Murray. Il suo apporto è stato considerato fondamentale per la maturazione del tennista scozzese, che si aggiudica i primi due titoli del Grande Slam in carriera agli US Open 2012 e al torneo di Wimbledon 2013 e la medaglia d'oro in singolare alle Olimpiadi di Londra del 2012. La vittoria di Murray agli US Open arriva dopo che aveva perso le sue prime 4 finali del Grande Slam, un destino identico a quello di Lendl, che aveva vinto il primo titolo in uno Slam alla quinta finale disputata. La collaborazione termina nel marzo 2014.
Il 12 giugno 2016 Lendl torna a far parte dello staff tecnico di Murray, che entro fine anno raggiunge la vetta del ranking mondiale, vince il suo secondo titolo a Wimbledon (e terzo Slam in carriera), la seconda medaglia d'oro in singolare alle Olimpiadi di Rio de Janeiro e il suo primo titolo alle ATP World Tour Finals.
Nell'agosto 2018 Lendl entra nello staff tecnico del ventunenne Alexander Zverev, che diventa uno dei dominatori del finale di stagione e trionfa alle ATP Finals 2018 concedendo in finale solo 7 giochi al nº 1 del mondo Novak Đoković. Nella prima parte della stagione successiva i risultati di Zverev sono inferiori alle attese e nel luglio 2019 i due si separano.
Nel marzo 2022 ha inizio la terza collaborazione con Murray.

## Caratteristiche tecniche
Ivan Lendl evidenziò subito una grande propensione al gioco aggressivo da fondocampo.
Tony Trabert e Arthur Ashe in particolare notarono che il giovane tennista era in grado di colpire il dritto con inedita potenza. Più penetrante di quello carico di "top spin" inaugurato da Bjorn Borg, più solido del dritto piatto di Jimmy Connors, il colpo di Ivan ibridava lo stile classico degli attaccanti con quello moderno dei regolaristi, producendo un palleggio pressante anche da posizioni molto arretrate sul campo. Ampia e convessa la preparazione (faccia della racchetta chiusa, quasi parallela al suolo), schiaffo virtuale con la testa della racchetta sotto il livello del polso poco prima dell'impatto, classici il trasferimento di carico e la chiusura in alto e in avanti, sopra la spalla sinistra. Emblematica l'impugnatura, a metà tra quella più tradizionale usata ancora dalle tenniste (Evert, Navrátilová, Mandlíková) e quella di Borg. Lendl ebbe a definirla per questo una "semiwestern", ma trattavasi più propriamente di una "eastern", con la nocca del dito indice e l'eminenza ulnare del palmo perfettamente centrati sul piano verticale del manico a sezione ottagonale della racchetta. L'"insideout" di dritto, giocato da sinistra verso destra sul rovescio dell'avversario, e il lungo linea in corsa, furono da sempre le sue soluzioni vincenti per antonomasia. Più tradizionale nel gesto e nell'impugnatura (oggi si definirebbe una "continental") il rovescio a una mano, col quale Lendl alternava il "drive" (originariamente piatto) al "chip", uno "slice" bloccato particolarmente adatto nella risposta al servizio a neutralizzare la volée dell'avversario e agevolare il successivo passante. Presto imparò a liftare con un gesto più schiaffeggiato (la racchetta impugnata lievemente più in alto sul manico per una maggiore flessibilità), accentuando la sbracciata e la violenza del colpo in accelerazioni e passanti, specie in lungo linea.
(Gianni Clerici)
Il servizio si distingueva per un lancio di palla molto alto, complementare al gesto ampio e diligente. Piatta e violenta la prima, più lavorata la seconda. Dotato d'un fisico longilineo e imponente, Lendl ne ottimizzò le potenzialità con allenamenti intensi e meticolosi, supplendo a un difetto di rapidità negli spostamenti con una perfetta coordinazione nella falcata, eccezionalmente lunga, e sfruttando le sue leve in drammatici allunghi. Più impacciato sotto rete, sostenuto da riflessi non superlativi e da una tecnica scolastica. Questo e l'irregolarità della superficie che rendeva meno confortevoli i suoi colpi a rimbalzo, contribuì a negargli l'agognata vittoria nel torneo londinese di Wimbledon, insieme forse a un carattere nervoso già denunciato e poi superato in altre prove dello Slam.

## Statistiche e record

### Singolare

#### Grande Slam

##### Vinte (8)
| Anno | Torneo              | Superficie  | Avversario in finale | Punteggio               |
| 1984 | Open di Francia     | Terra rossa | John McEnroe         | 3–6, 2–6, 6–4, 7–5, 7–5 |
| 1985 | US Open             | Cemento     | John McEnroe         | 7–6, 6–3, 6–4           |
| 1986 | Open di Francia (2) | Terra rossa | Mikael Pernfors      | 6–3, 6–2, 6–4           |
| 1986 | US Open (2)         | Cemento     | Miloslav Mečíř       | 6–4, 6–2, 6–0           |
| 1987 | Open di Francia (3) | Terra rossa | Mats Wilander        | 7–5, 6–2, 3–6, 7–6      |
| 1987 | US Open (3)         | Cemento     | Mats Wilander        | 6–7, 6–0, 7–6, 6–4      |
| 1989 | Australian Open     | Cemento     | Miloslav Mečíř       | 6–2, 6–2, 6–2           |
| 1990 | Australian Open (2) | Cemento     | Stefan Edberg        | 4–6, 7–6, 5–2 ritiro    |

##### Sconfitte (11)
| Anno | Torneo              | Superficie  | Avversario in finale | Punteggio               |
| 1981 | Open di Francia     | Terra rossa | Björn Borg           | 6–1, 4–6, 6–2, 3–6, 6–2 |
| 1982 | US Open             | Cemento     | Jimmy Connors        | 6–3, 6–2, 4–6, 6–4      |
| 1983 | US Open (2)         | Cemento     | Jimmy Connors        | 6–3, 6–7, 7–5, 6–0      |
| 1983 | Australian Open     | Erba        | Mats Wilander        | 6–1, 6–4, 6–4           |
| 1984 | US Open (3)         | Cemento     | John McEnroe         | 6–3, 6–4, 6–1           |
| 1985 | Open di Francia (2) | Terra rossa | Mats Wilander        | 3–6, 6–4, 6–2, 6–2      |
| 1986 | Wimbledon           | Erba        | Boris Becker         | 6–4, 6–3, 7–5           |
| 1987 | Wimbledon (2)       | Erba        | Pat Cash             | 7–6, 6–2, 7–5           |
| 1988 | US Open (4)         | Cemento     | Mats Wilander        | 6–4, 4–6, 6–3, 5–7, 6–4 |
| 1989 | US Open (5)         | Cemento     | Boris Becker         | 7–6, 1–6, 6–3, 7–6      |
| 1991 | Australian Open (2) | Cemento     | Boris Becker         | 1–6, 6–4, 6–4, 6–4      |